# باندینی
باندینی (به انگلیسی: Bandini Automobili) شرکت خودروسازی ایتالیایی بود، که در سال ۱۹۴۶ تأسیس شد.